# Анвар, Кас
Кас Анвар (англ. Cas Anvar, перс. کاس انور‎; род. Реджайна, Саскачеван, Канада) — канадский актёр иранского происхождения. Наиболее известен по роли космического пилота Алекса Камаля в научно-фантастическом сериале «Пространство» (2015—2019). Дважды номинировался на премию «Джемини».
Помимо съёмок в кино и на телевидении, он также известен как актёр озвучивания: так, например, в 2011 году он подарил свой голос главному персонажу игры Assassin’s Creed: Revelations по имени Альтаир ибн Ла-Ахад.

## Биография
Кас Анвар родился в Реджайне, провинция Саскачеван, в семье выходцев из Ирана. Детство будущего актёра прошло в Монреале. Владеет несколькими языками: английским, французским, персидским, а также может говорить на арабском, урду и испанском.
Дебютировал как актёр в 1992 году. Наибольшая известность к нему пришла в 2013, после того как он сыграл роль Доди Аль-Файеда (любовника главной героини Дианы, принцессы Уэльской) в биографическом фильме «Диана: История любви». Уже в следующем году он был утверждён на одну из главных ролей в научно-фантастическом сериале «Пространство», в котором начал сниматься с 2015.
В июне 2020 года актёр был обвинен в сексуальных домогательствах, студия Alcon (занимавшаяся производством сериала «Пространство») наняла стороннюю компанию для проведения расследования 30 эпизодов домогательств. В ноябре того же года было объявлено, что Анвар не появится в шестом сезоне сериала.

## Фильмография
| Год       |    | Русское название                    | Оригинальное название                  | Роль                                       |
| --------- | -- | ----------------------------------- | -------------------------------------- | ------------------------------------------ |
| 1995      | ф  | Колдовская доска 3: Одержимость     | Witchboard III: The Possession         | парамедик #1                               |
| 1998      | с  | Её звали Никита                     | La Femme Nikita                        | Халир                                      |
| 2000      | с  | Боишься ли ты темноты?              | Are You Afraid of the Dark?            | Бобо                                       |
| 2001      | тф | Знак четырёх                        | The Sign of Four                       | индус                                      |
| 2001      | с  | Ларго                               | Largo Winch                            | Аарон                                      |
| 2003      | с  | Veritas: В поисках истины           | Veritas: The Quest                     | Михаил                                     |
| 2003      | ф  | Афера Стивена Гласса                | Shattered Glass                        | Камбиз Форухар                             |
| 2003      | ф  | В ловушке времени                   | Timeline                               | врач скорой помощи                         |
| 2004      | ф  | Терминал                            | The Terminal                           | офицер таможенной службы                   |
| 2004      | тф | Притворство и коварство             | False Pretenses                        | Набил                                      |
| 2005      | с  | Медиум                              | Medium                                 | доктор Макграфф                            |
| 2006      | с  | Отряд «Антитеррор»                  | The Unit                               | иранский дипломат                          |
| 2007      | с  | Морская полиция: Спецотдел          | NCIS                                   | Васим Аль-Фулани                           |
| 2008      | с  | Юристы Бостона                      | Boston Legal                           | доктор Пол Харрис                          |
| 2008      | ф  | Каратель: Территория войны          | Punisher: War Zone                     | пластический хирург                        |
| 2009      | ф  | Трансформеры: Месть падших          | Transformers: Revenge of the Fallen    | египетский сотрудник Интерпола             |
| 2010      | с  | Остаться в живых                    | Lost                                   | Омер Джаррах                               |
| 2011      | ф  | Исходный код                        | Source Code                            | Хазми                                      |
| 2011      | тф | Неверленд                           | Neverland                              | джентльмен Старки                          |
| 2012      | ф  | Операция «Арго»                     | Argo                                   | солдат Корпуса Стражей Исламской революции |
| 2012      | ф  | Фабрика                             | The Factory                            | Фил, в титрах не указан                    |
| 2012      | с  | Особо тяжкие преступления           | Major Crimes                           | доктор Массуд                              |
| 2013      | ф  | Диана: История любви                | Diana                                  | Доди Аль-Файед                             |
| 2014      | с  | Искусственный интеллект             | Intelligence                           | Ибрагим Аль-Мунин                          |
| 2015      | с  | Олимп                               | Olympus                                | персидский царь Ксеркс                     |
| 2015      | ф  | Ватиканские записи                  | The Vatican Tapes                      | доктор Фахти                               |
| 2015      | ф  | Комната                             | Room                                   | доктор Миттал                              |
| 2015—2019 | с  | Пространство                        | The Expanse                            | пилот Алекс Камаль                         |
| 2016—2017 | с  | Штамм                               | The Strain                             | Санджей Десаи                              |
| 2016      | с  | Мыслить как преступник: За границей | Criminal Minds: Beyond Borders         | Дэйд Хана                                  |
| 2017      | с  | Сомнение                            | Doubt                                  | Тарик Калаби                               |
| 2019      | с  | Кровь и сокровище                   | Blood & Treasure                       | Салим Ле Мер                               |
| 2019      | мф | Бэтмен против Черепашек-ниндзя      | Batman vs Teenage Mutant Ninja Turtles | Ра’с аль Гул (озвучивание)                 |